# 陳思榮
陳思榮（Chan Sze Wing，1983年3月23日—），生於香港，香港足球運動員，可司職左後衛和左中場，優點是速度快，不論快速短傳或是長傳能力亦屬上乘。

## 球員生涯
陳思榮自小學六年級加入香港體育學院。四年後足球部解散，陳思榮加入東聯二合青年軍，兩年後轉踢流浪預備組，2000年被提升上甲組隊，效力一年後決定退出全職足球，只以業餘身份效力南華預備組。兩年後轉而加入大埔足球會，在大埔升上甲組以後，陳思榮仍然以兼職球員身分出賽。2009年6月6日，大埔於決賽中以4-2擊敗天水圍飛馬，升班三年後獲得首個錦標。陳思榮賽後稱：「以業餘球員身份去取得冠軍可以說是難上加難，我要放棄很多私人時間，以及家人的支持，才有動力繼續我的足球事業。可以協助大埔由丙組踢到甲組，並且在甲組比賽奪冠是對自己能力的肯定，現在的心情難以形容，很想多謝大埔街坊多年支持。」

## 個人生活
陳思榮與隊友陳旭智、呂志興等自幼相識，他的正職為眼鏡銷售員，而之前的正職則是貿易公司文員。另，他擁有D級足球教練牌照。

## 外部連結
- 香港足球總會網頁球員資料 （页面存档备份，存于）